# آرامگاه باتنبرگ
آرامگاه باتنبرگ (بلغاری: Гробница паметник „Александър І Батенберг") یک آرامگاه یادمانی در صوفیه، بلغارستان است که محل دفن شاهزاده الکساندر باتنبرگ اولین رئیس دولت بلغارستان مدرن بوده است.
این بنا در سال ۱۸۹۷ میلادی با سبک معماری نئوباروک و معماری نئوکلاسیک ساخته شده است. آرامگاه باتنبرگ دارای ۱۱ متر ارتفاع و ۸۰ متر مربع مساحت می‌باشد.

## نگارخانه

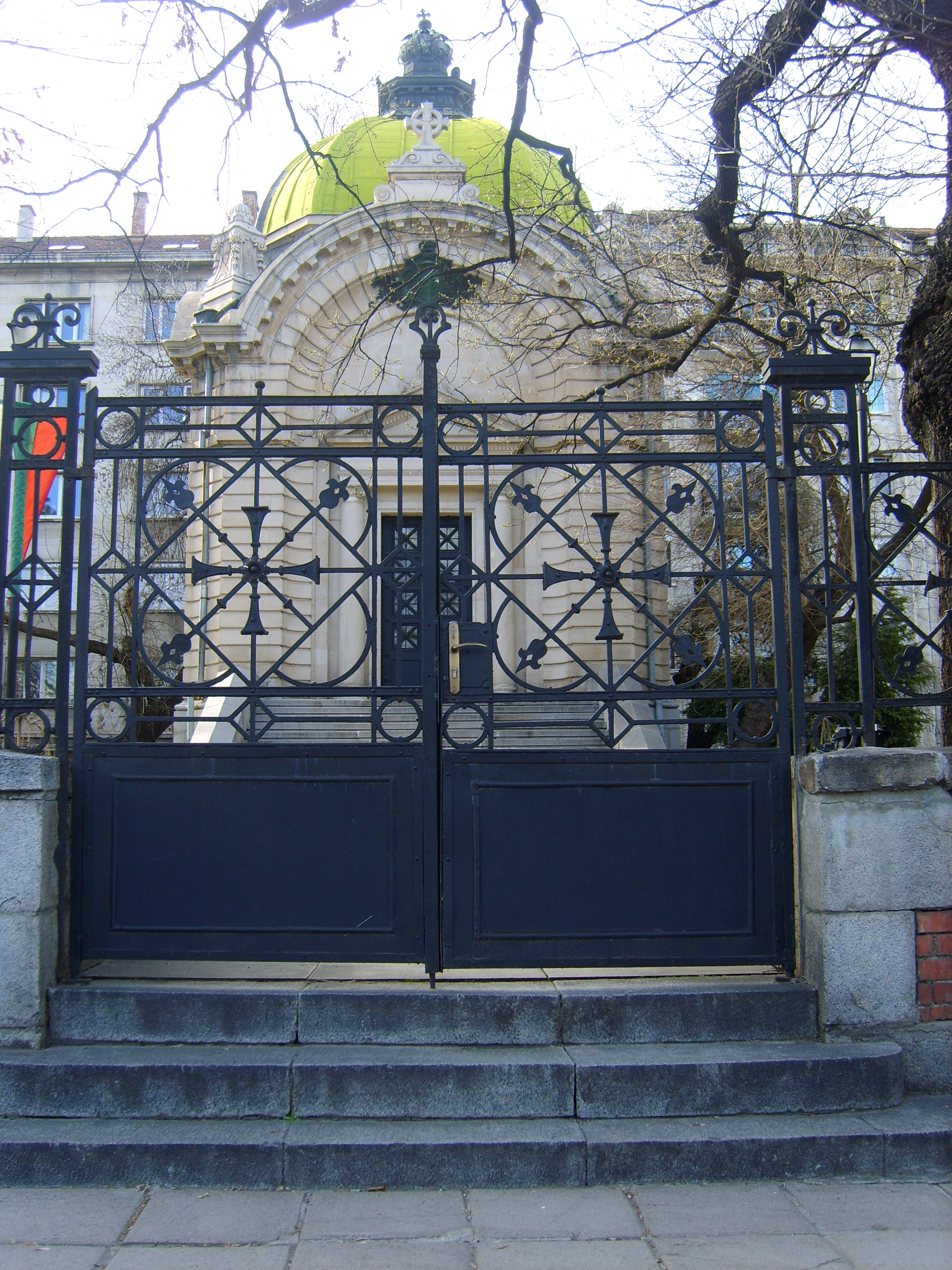
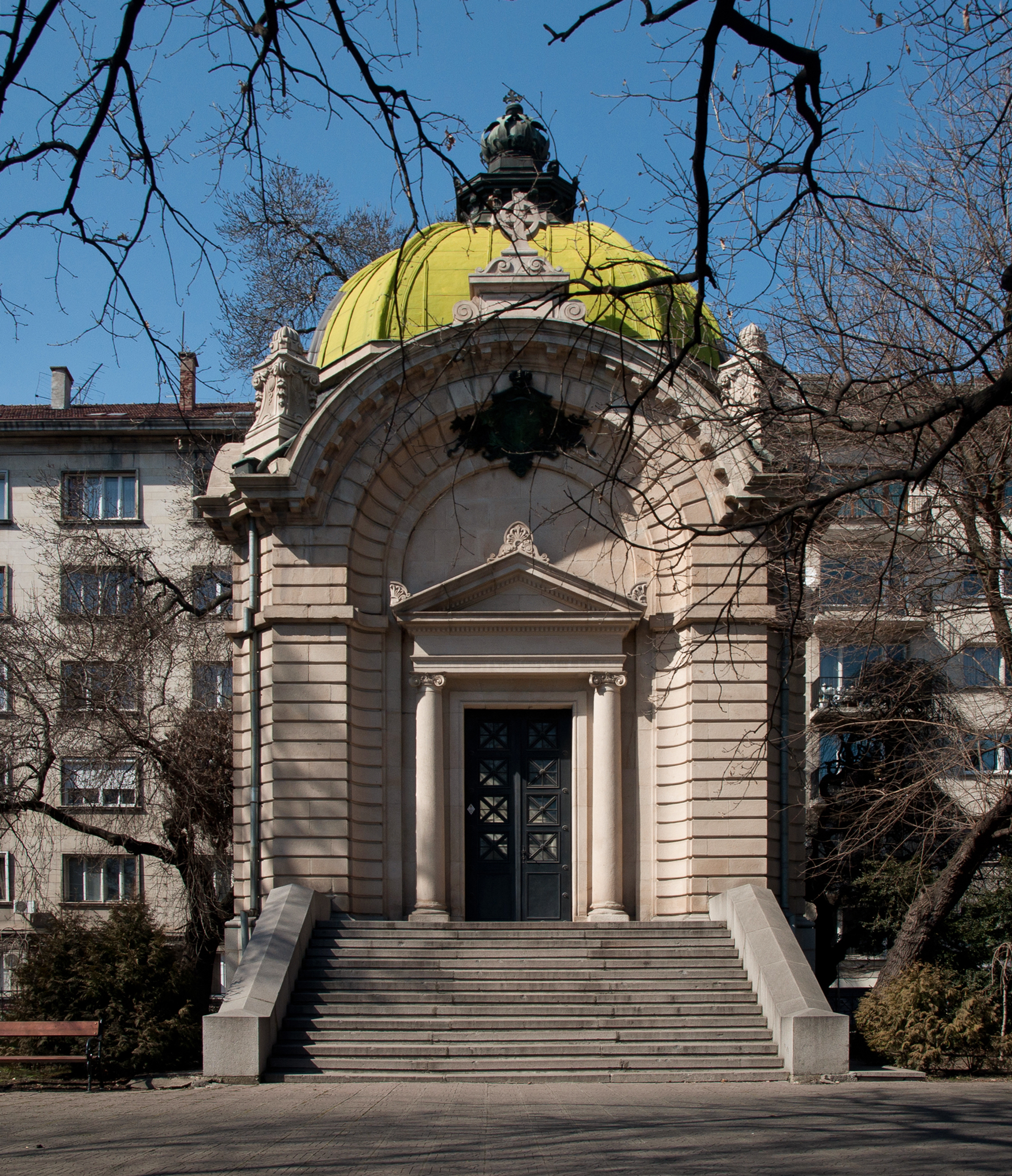
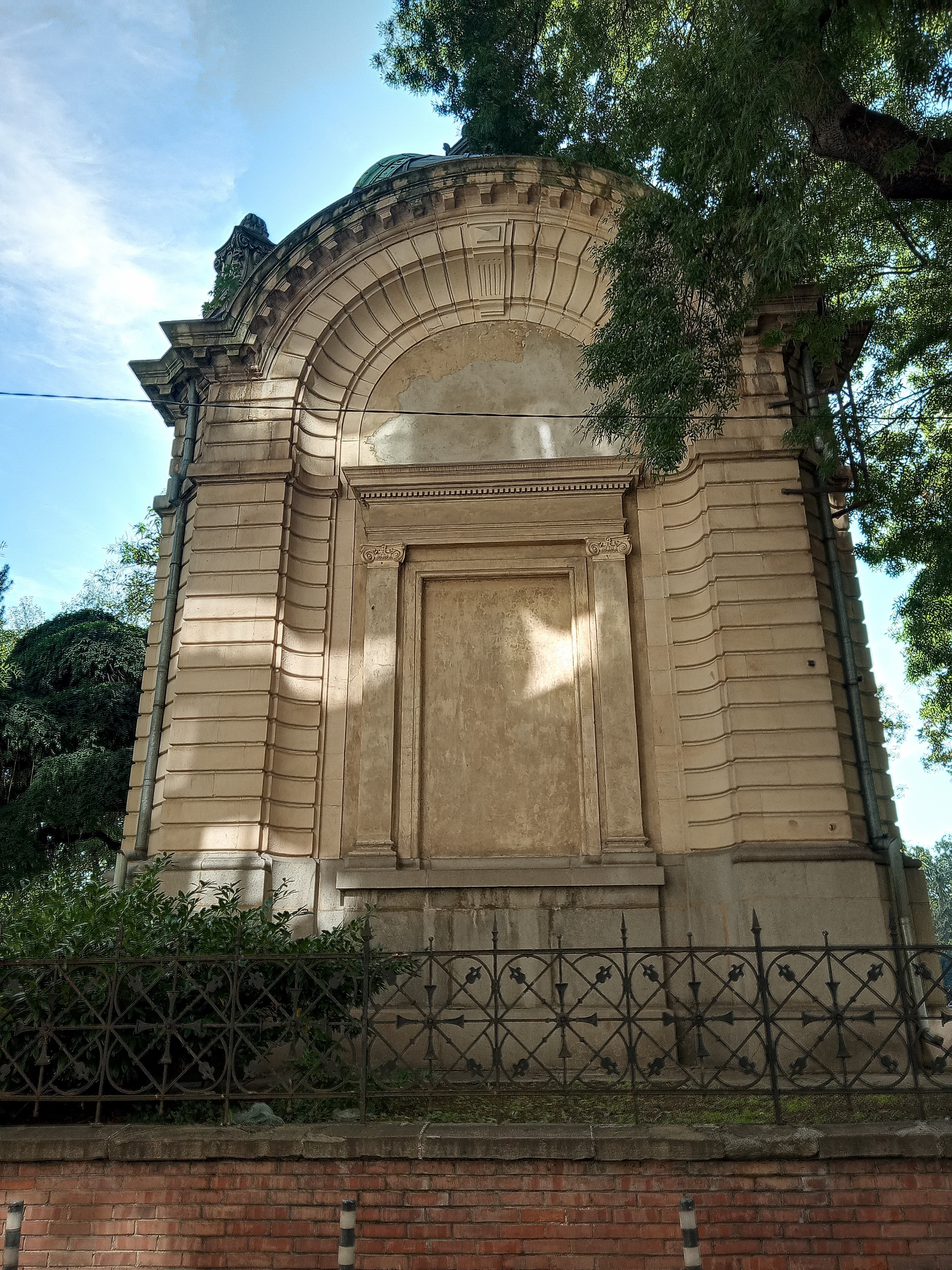
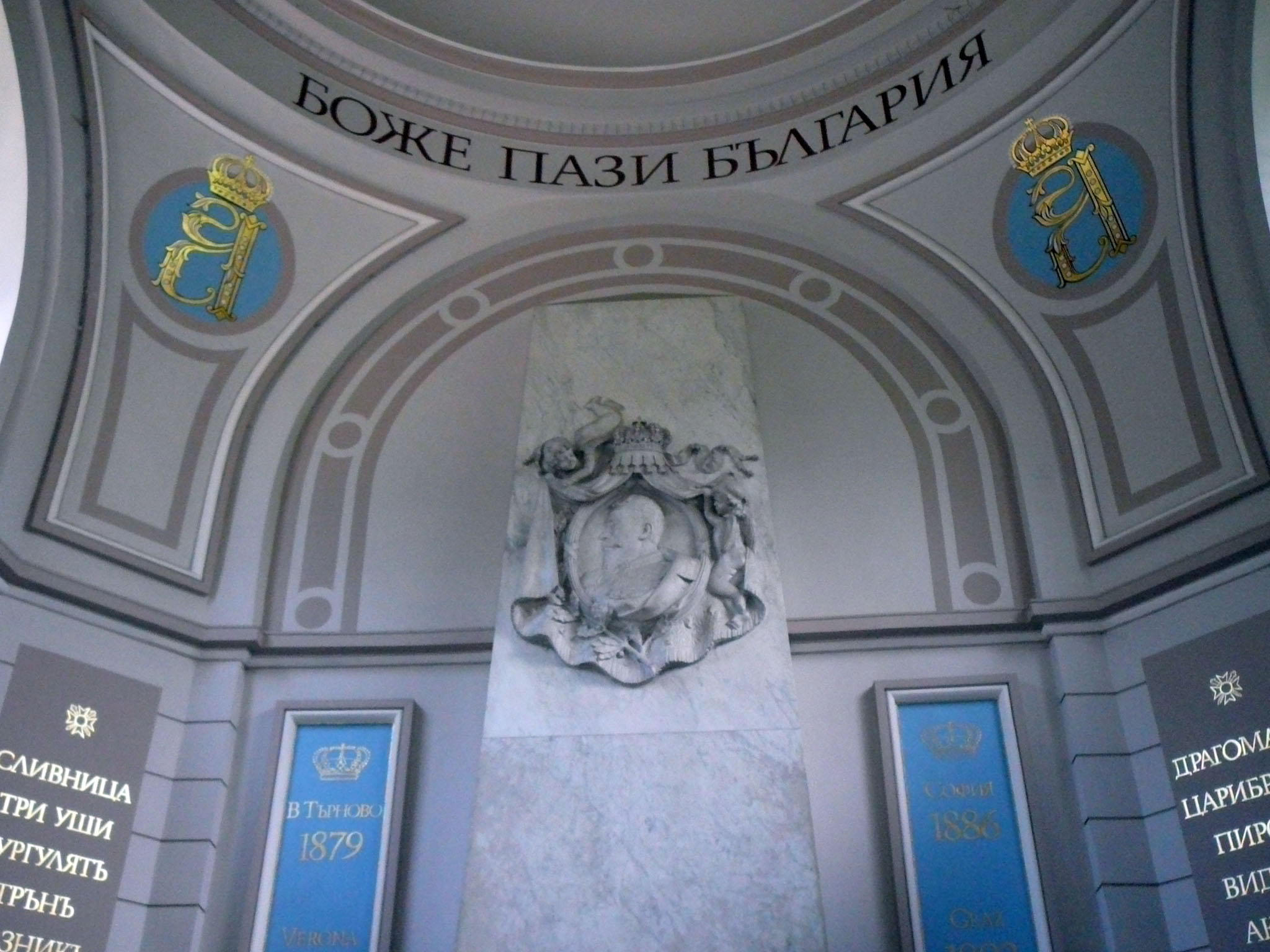
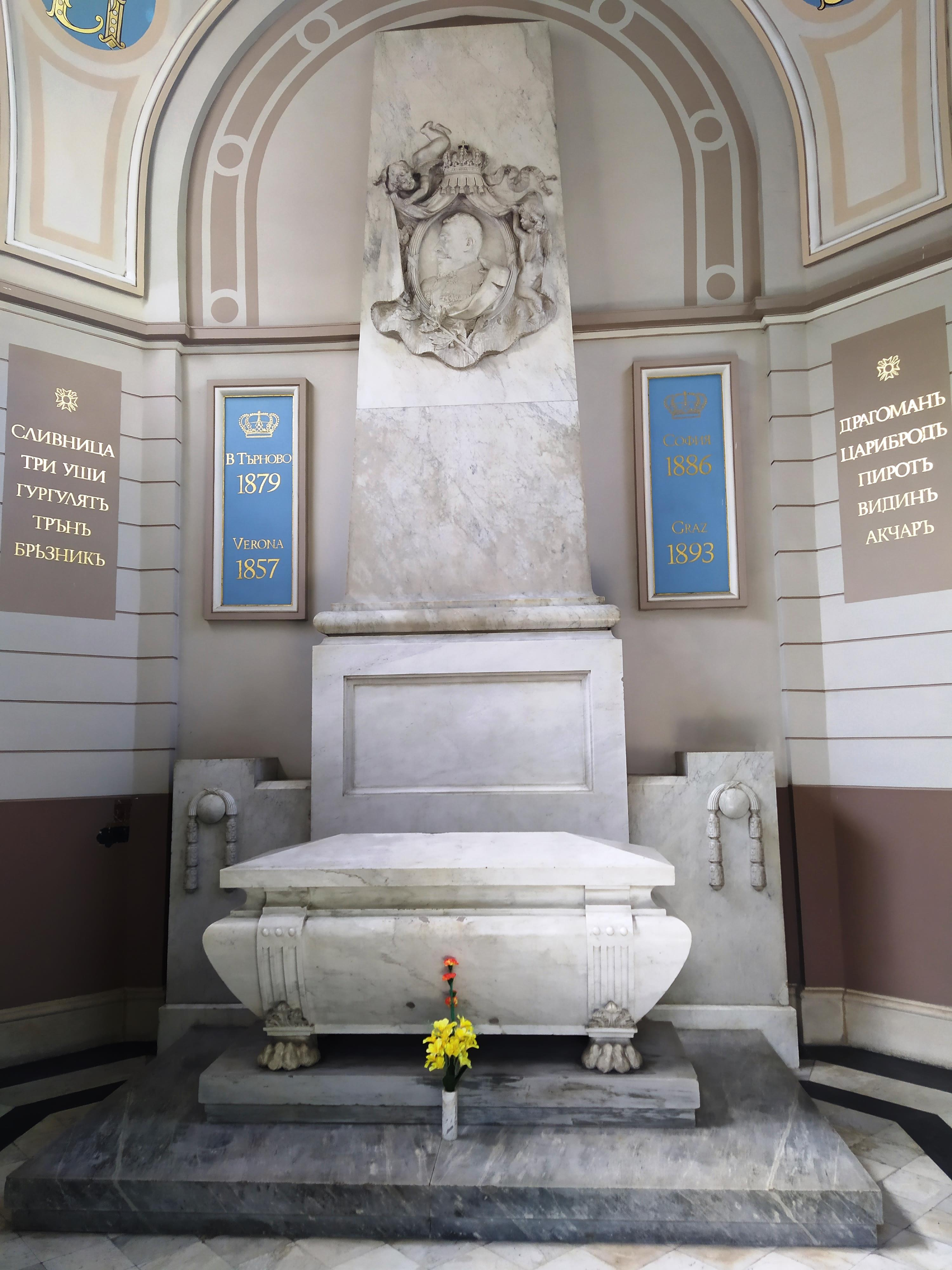